# Litauiske euromønter
Litauen er et EU-land, der tiltrådte Eurozonen ved at indføre euroen den 1. januar 2015.
Dermed blev Litauen det sidste af de tre baltiske lande, der indførte euroen, efter at Estland (2011) og Letland (2014). Inden da, var den litauiske valuta, litas, bundet til euroen på 3,4528 litas for 1 euro.
For at se de fælles sider af euromønterne se artiklen om euromønter.

## Kursen for ombytningen aflitas
1 euro = 3,45280 LTL

## Den nationale side
| 0,01€                           | 0,02€ | 0,05€                        |
| ------------------------------- | ----- | ---------------------------- |
|                                 |       |                              |
| Litauens våbenskjold(Vytissen). |       |                              |
| 0,10€                           | 0,20€ | 0,50€                        |
|                                 |       |                              |
| Litauens våbenskjold(Vytissen). |       |                              |
| 1€                              | 2€    | Indgraveringen på randen(2€) |
|                                 |       |                              |
| Litauens våbenskjold(Vytissen). |       |                              |